# 直鰭犬牙石首魚
直鰭犬牙石首魚為輻鰭魚綱鱸形目鱸亞目石首魚科的其中一種，被IUCN列為次級保育類動物，分布於中東太平洋的加利福尼亞灣海域，棲息深度可達30公尺，體長可達70公分，棲息在沿岸及河口區，可做為食用魚及遊釣魚。